# Giżyn (województwo mazowieckie)
Giżyn – wieś sołecka w Polsce położona w województwie mazowieckim, w powiecie mławskim, w gminie Strzegowo.
| SIMC    | Nazwa   | Rodzaj    |
| ------- | ------- | --------- |
| 0126675 | Baranek | część wsi |

W latach 1975–1998 miejscowość administracyjnie należała do województwa ciechanowskiego.
Obok miejscowości przepływa niewielka rzeka Rosica, dopływ Wkry.
W Giżynie urodził się Stefan Matuszewski, minister informacji i propagandy w Rządzie Tymczasowym Rzeczypospolitej Polskiej, a także Gerarda Śliwińska, badaczka historii Zgromadzenia Sióstr Świętej Katarzyny Dziewicy i Męczennicy.